# Sant Salvador de Cora

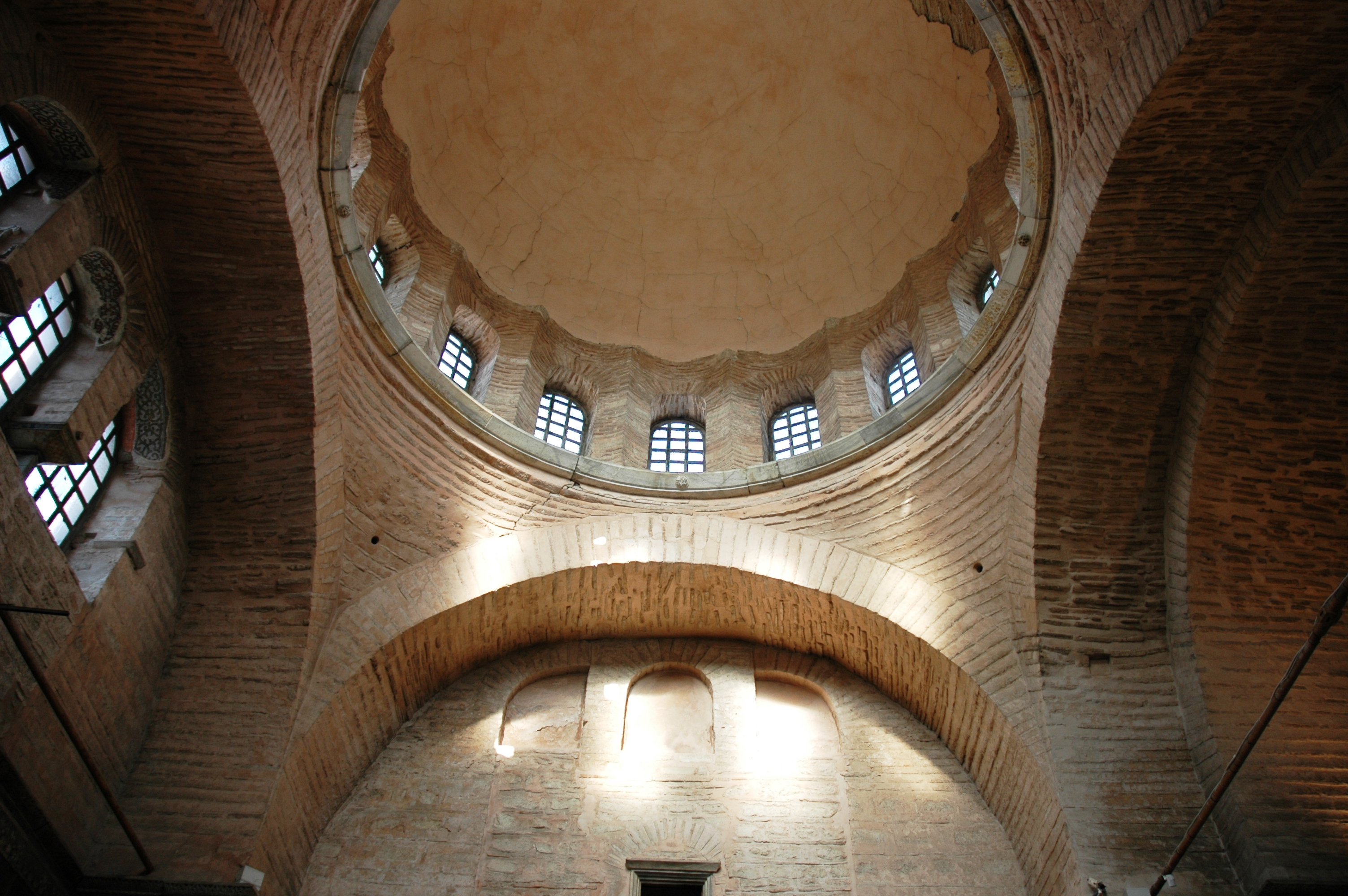
L'interior d'una cúpula.

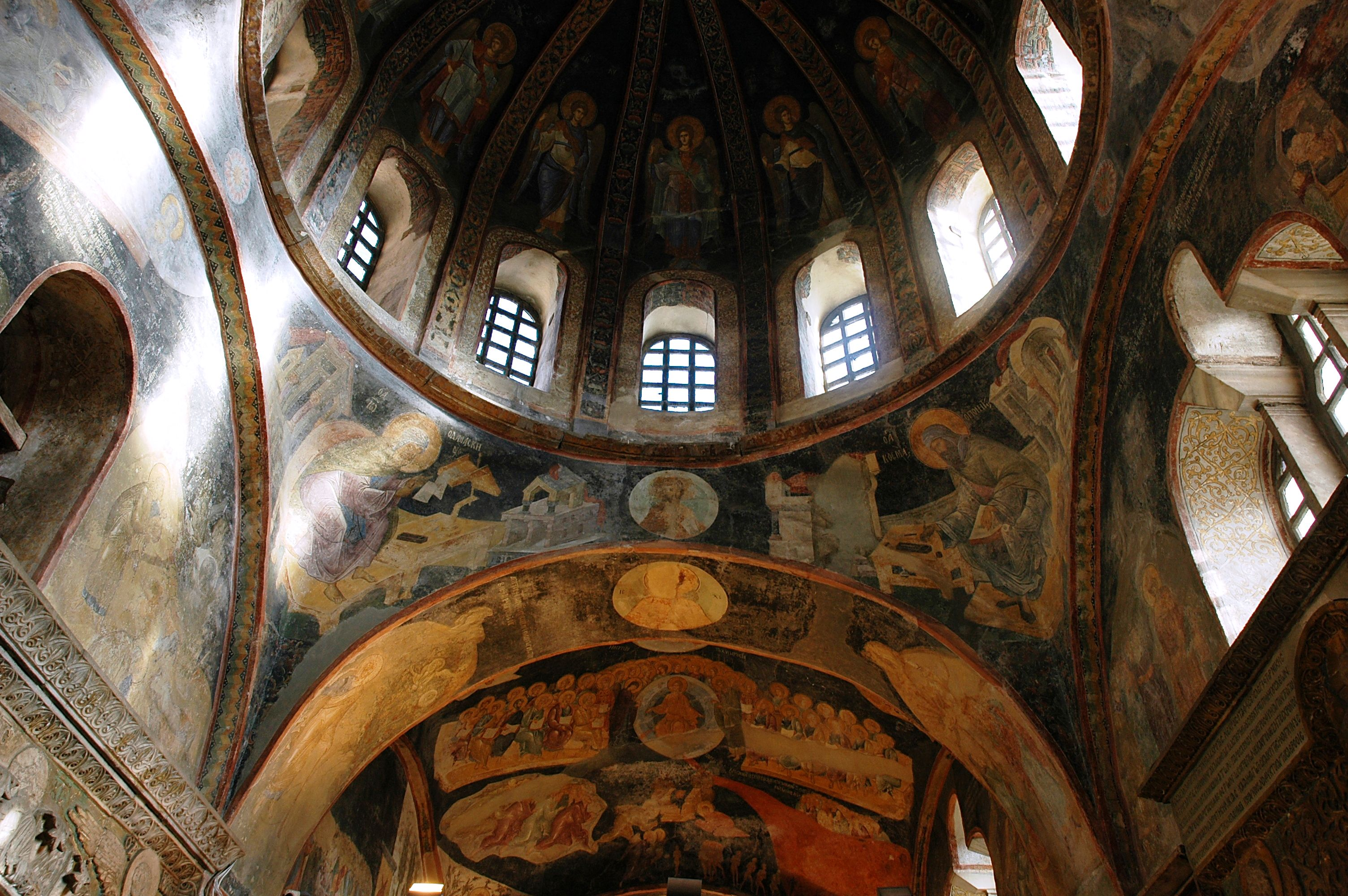
Pintures dels pilars de la cúpula central.

L'església de sant Salvador de Cora (en turc: Kariye Müzesi) és considerada un dels més bonics exemples d'església romana d'Orient a Istanbul. Està situada a Edirnekapı, districte de Fatih. Al segle xvi, l'església va ser convertida en mesquita pels turcs otomans, i va esdevenir un museu el 1948 (en turc: Kariye Müzesi). L'interior és cobert de fins mosaics i frescs del segle xiv.

## Història
L'església va ser originalment construïda al segle v fora dels murs que Constantí havia construït al segle iv. El nom grec de l'església és ἡ Ἐκκλησία του Ἅγιου Σωτῆρος ἐν τῃ Χώρᾳ (he Eklisia tu Hàgiu Soteros en ti Khora), en ti Khora significa 'en els camps', aquesta locució va esdevenir el diminutiu de l'església. Quan les noves muralles de Teodosi van ser erigides el 413-414, l'església es va trobar dins del sistema defensiu de la ciutat, però va guardar el nom de Cora. El nom podria haver pres llavors un sentit més espiritual, sent llavors assimilat al ventre de la Verge com ho fa pensar la inscripció que es pot llegir sobre un mosaic del nàrtex: «Lloc d'encarnació del Déu incommensurable».
Tanmateix, la majoria del que avui és visible data del període 1077-1081, quan Maria Ducas, la sogra d'Aleix I Comnè, va fer reconstruir l'església amb planta de creu grega, un estil aparegut al segle xi i el qual servirà de model per a les esglésies ortodoxes fins al segle xviii. Al començament del segle xii, l'església va sofrir un enfonsament parcial, potser a causa d'un terratrèmol. Aleshores va ser reconstruïda per Issac Comnè, el tercer fill d'Aleix. Tanmateix, no fou fins després de la tercera fase de construcció, dos segles més tard, que l'església va rebre la forma amb què la coneixem actualment. El poderós home d'estat Teodor Metoquites va dotar l'església de la majoria dels seus magnífics mosaics i frescs. Aquesta decoració impressionant va ser executada entre 1315 i 1321.

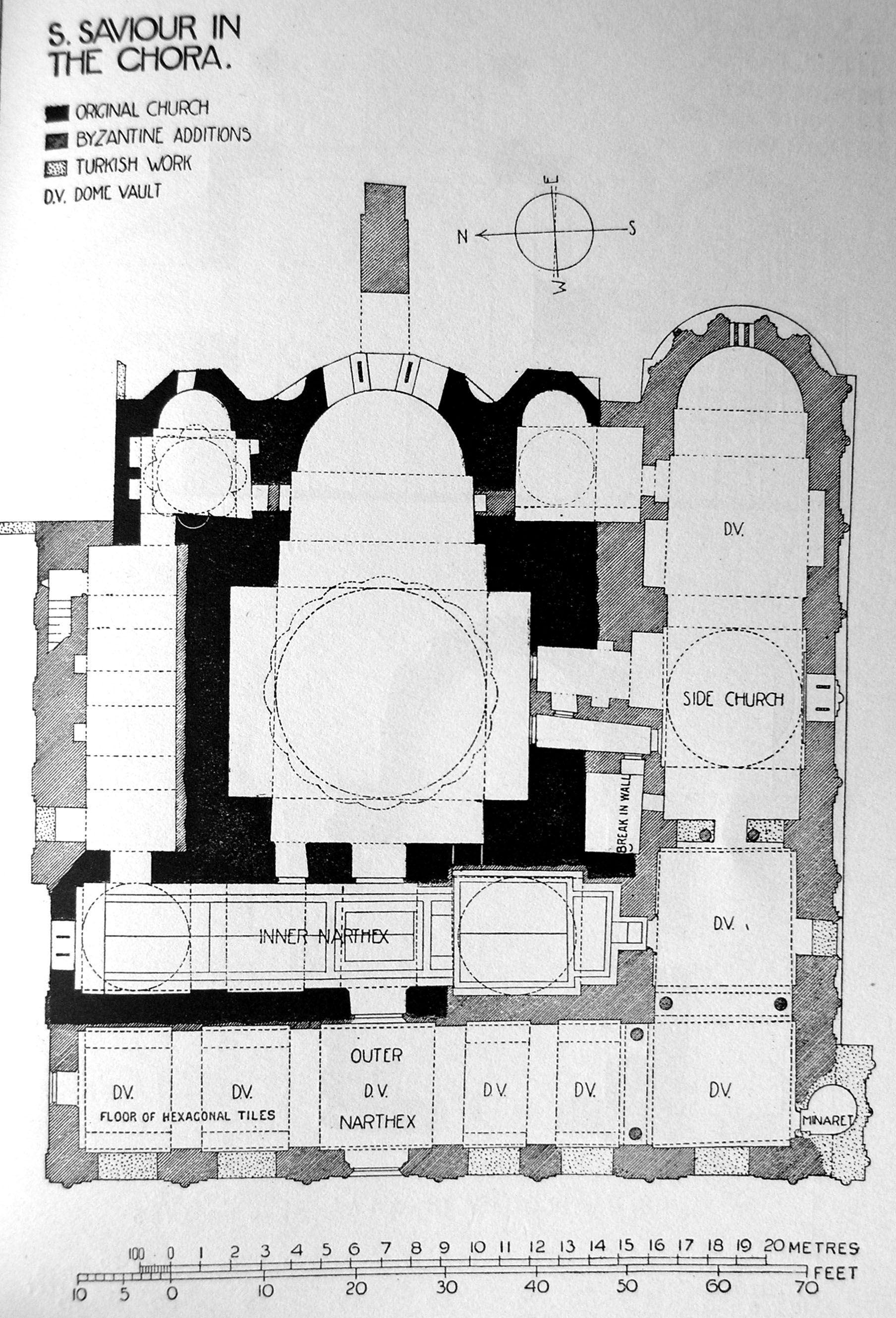
Plànol de l'església.

Per contra, encara que coneguem bé els socis comanditaris d'aquestes obres, els executants en continuen sent desconeguts. El 1328, Metoquites va ser exiliat per Andronikos III Palaiologos; tanmateix, va ser autoritzat a tornar a Constantinoble dos anys més tard en tant que monjo de la congregació de Cora.
Després de la conquesta de Constantinoble pels turcs, l'església fou transformada en mesquita el 1511 per Atık Ali Paşa, gran visir de Baiazet II. A causa de la prohibició a l'islam de representar l'Home, els mosaics i els frescs són recoberts de calç, però no són destruïts.
El 1948 Thomas Whittemore i Paul A. Underwood, del Byzantine Institute of America i del Dumbarton Oaks Center for Byzantine Studies, van patrocinar un programa de restauració. Des de llavors l'edifici va deixar de ser una mesquita i el 1958 va ser obert al públic com a museu. No obstant l'estiu de 2020 la seva administració va ser transferida a la Direcció d'Assumptes Religiosos per a la seva reconversió.

## L'edifici

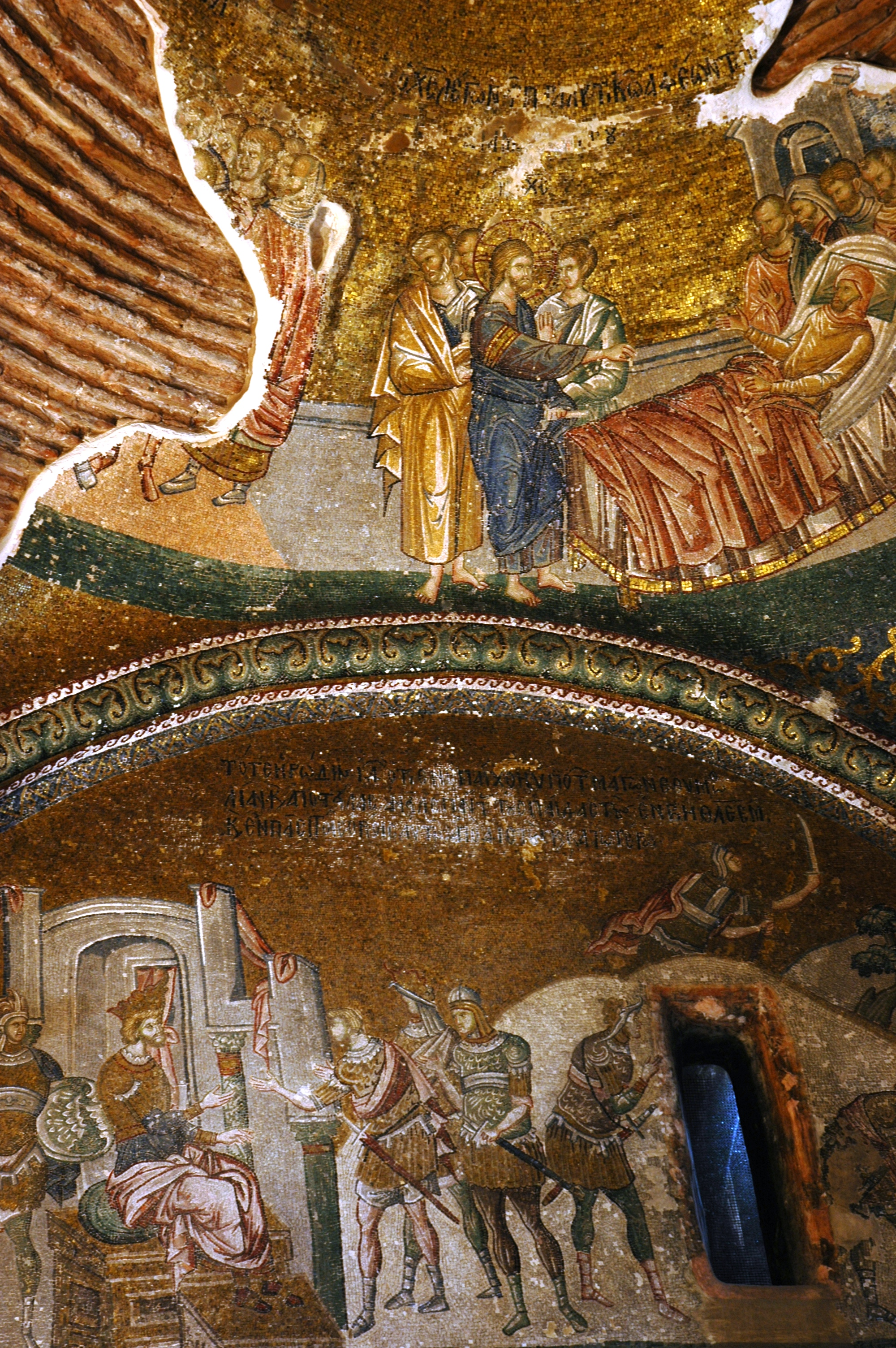
Pintures a la volta de la nau.

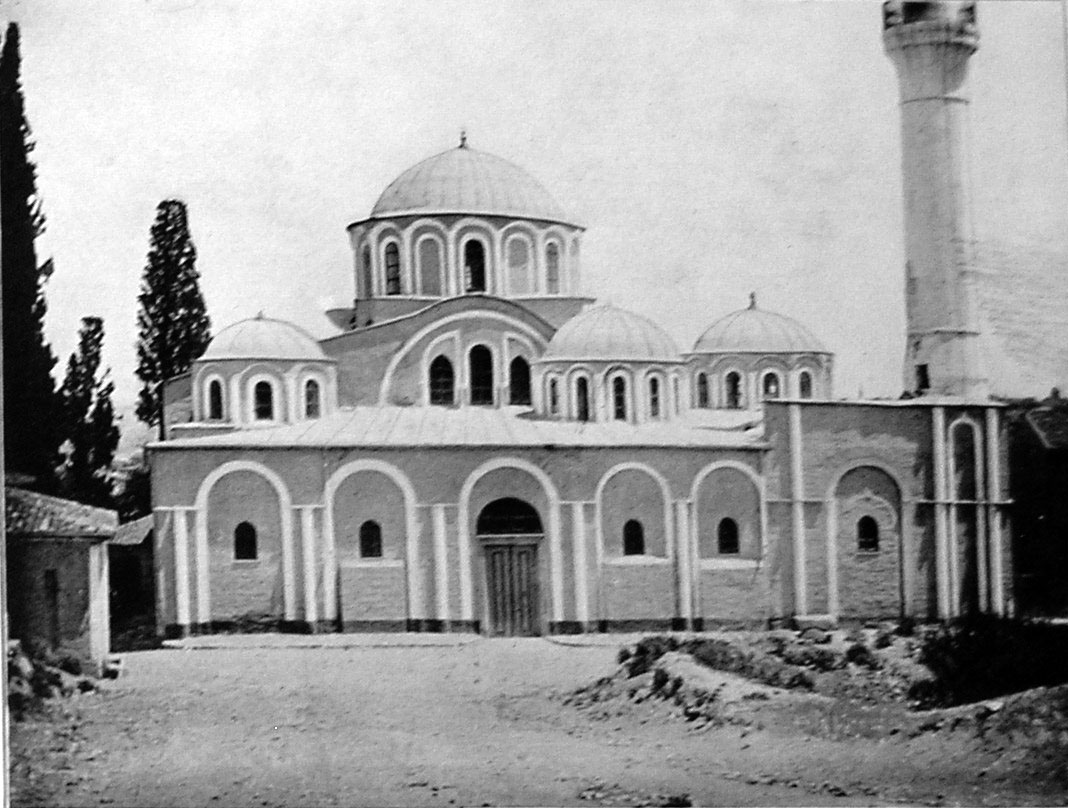
Fotografia de Millingen de l'any 1912

L'església és petita comparada a la resta d'esglésies d'Istanbul (la seva superfície és de 742,5 m²), però la seva relativa petita talla és compensada per la majestuositat de l'interior, com és sovint el cas en l'arquitectura romana d'Orient. L'edifici es compon de tres zones principals: el vestíbul d'entrada o nàrtex, el cos principal de l'església o naos, i la capella adjacent o paracclesion. El nàrtex està dividit en dues parts: l'interior i l'exterior. La separació entre ambdues és neta a causa de la refecció de l'església, formant la part interior part de la construcció original.
L'edifici té sis cúpules, la major de les quals té una dimensió de 7,7 m de diàmetre i es troba en el centre del naos.

## Decoració interior

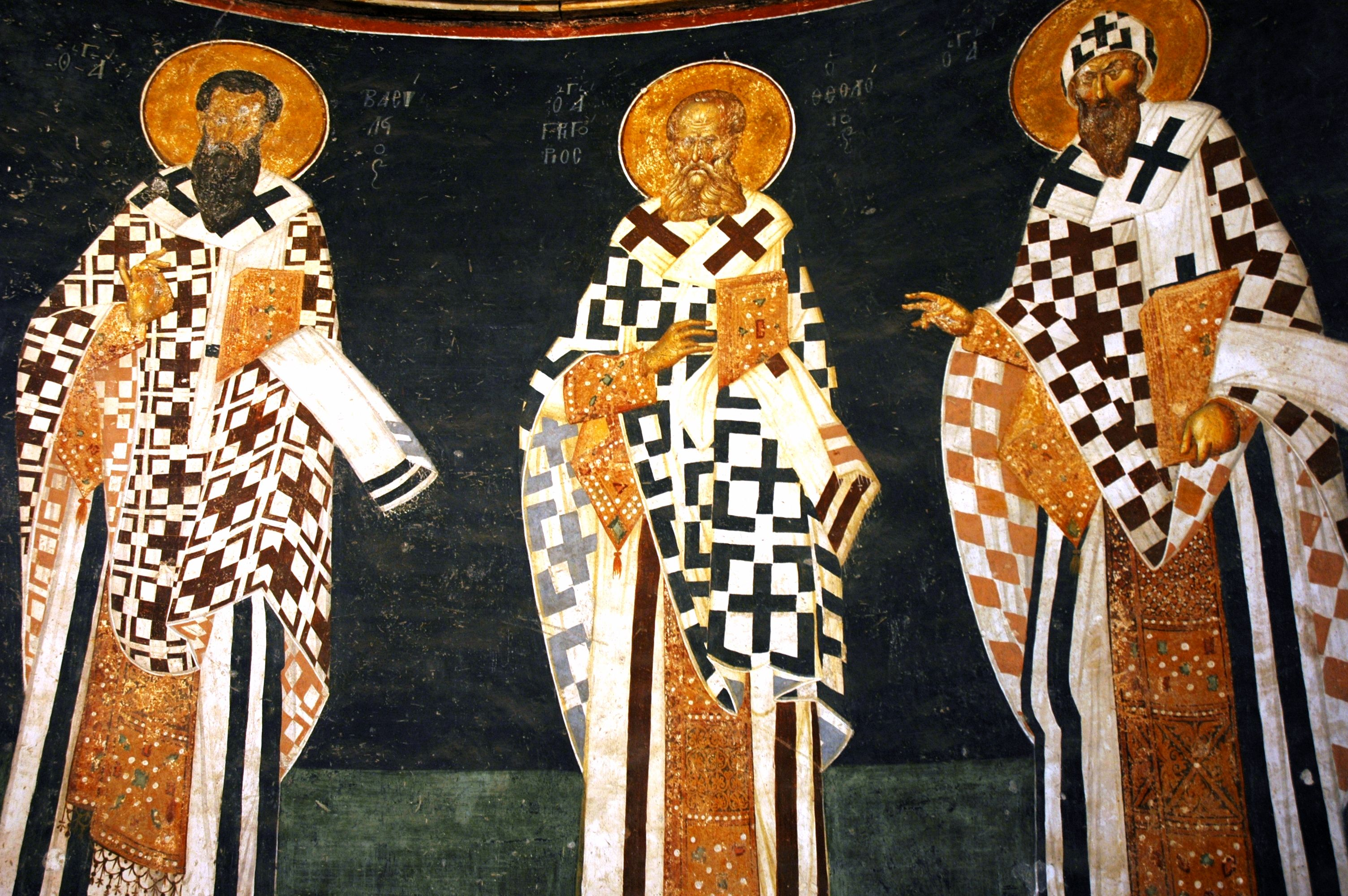
Pintures a l'absis.

Els mosaics i els frescs presentats al museu són en quantitat i en qualitat les obres pictòriques entre les més importants de les llegades pels artistes romans d'Orient. Han estat realitzades més o menys en els temps de Giotto. Es poden notar similituds amb el realisme i la vitalitat que són la marca del pre-renaixement, però en un examen exhaustiu dels detalls de l'execució, les diferències es revelen importants i les pintures italianes d'aquesta època no tenen els trets tradicionalment molt estilitzats de l'art romà d'Orient.
Els moviments graciosos dels personatges donen a les seves representacions una lleugeresa i una elegància incomparable, d'altra banda subratllades per una coloració fresca. A més a més, la vasta gamma de temes bíblics dona una idea de la força creadora dels mestres romans d'Orient, malgrat l'ordre iconogràfic imposat. El tema principal d'aquests mosaics rics en detall és l'encarnació de Déu en Home i la salvació aportada als homes. La resurrecció del Crist és el motiu central dels frescs de la capella funerària i ve a completar aquesta noció de salvació.

### El nàrtex

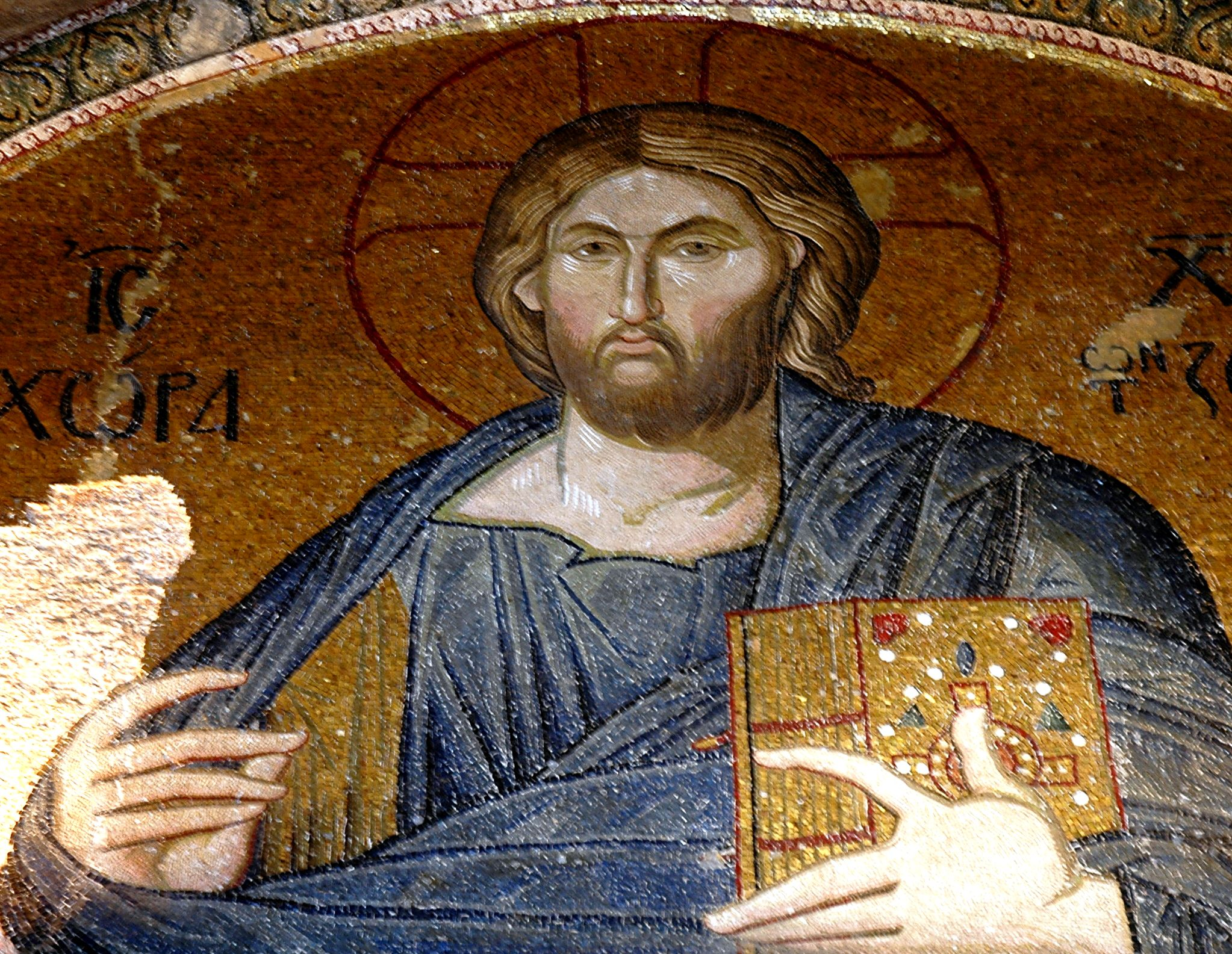
Crist Pantocrator.

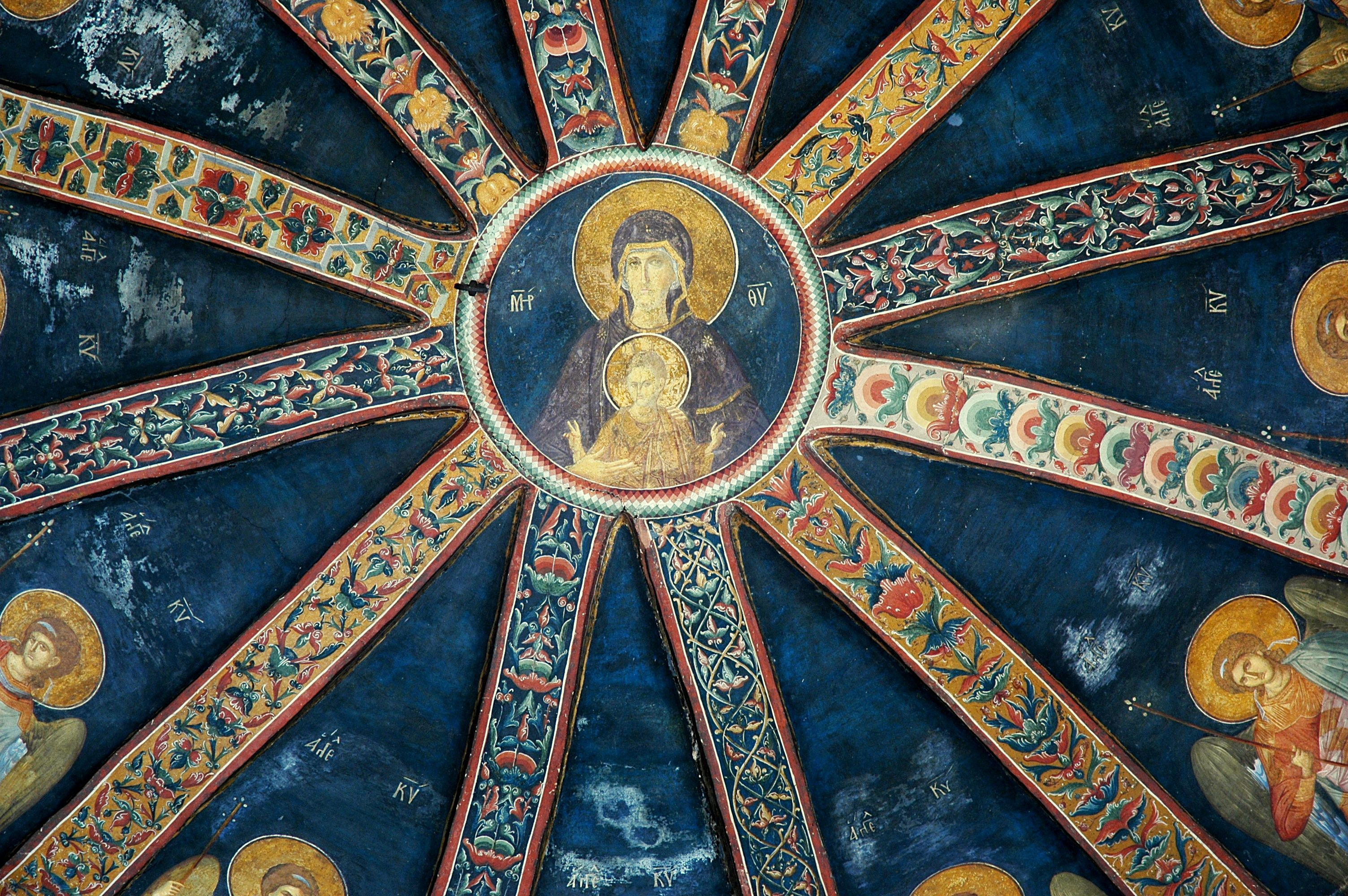
Cúpula de Parecclesion.

En el moment de l'entrada a l'església, la mirada cau sobre la representació del Crist Pantocrator sobre la portada del nàrtex interior. Oposadament a l'entrada principal, es troba la Verge Maria: la refecció de l'església ha estat així consagrada a Crist i a Maria. Després d'haver salvat el nàrtex exterior, es pot veure el mosaic que representa el benefactor de l'església, Theodore Metochites, agenollat, presentant-la al Crist.
Dues icones en mosaic de sant Pere i sant Pau flanquegen el passatge. La cúpula sud ensenya un Crist Pantocràtor i la seva genealogia, i la del nord present Maria i els seus avantpassats. En la volta sota la cúpula del nàrtex interior, el cicle, que comptava originalment 20 escenes, comença per la vida de Maria que era molt popular a l'edat mitjana. El cicle d'imatges en el nàrtex exterior comença per la infantesa de Jesús i prossegueix en el nàrtex interior amb la representació dels miracles públics de Crist.

### El paracclesion

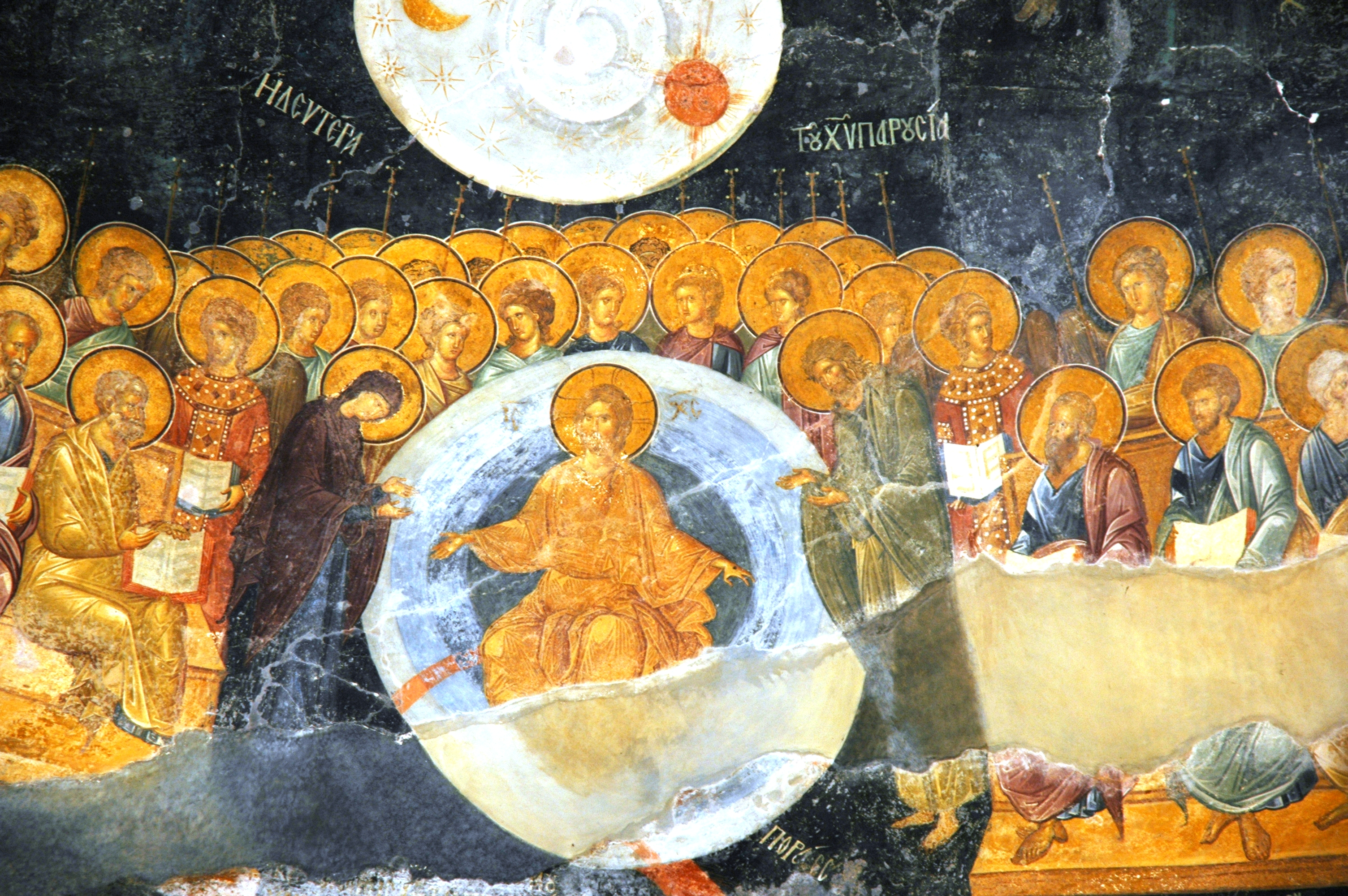
El fresc de deesis en el parecclesion data al voltant de l'any 1320 i descriu Crist Pantocrator el dia del Judici Final sobre Judici Dia. A la dreta, els que se salven, a l'esquerra, els condemnats.

Els murs i els sostres del paracclesion són principalment recoberts de frescs. En el fons s'hi troba l'obra mestra de l'església: un fresc representant el Descens als Inferns o Anastasi.

### El naos
La Dormició de la Mare de Déu (Koimesis tis Theotokou) està representada sobre un mosaic sobre la porta central de la nau. El nen que té el Crist darrere d'ella simbolitza la seva ànima. Aquest mosaic de composició clàssica és l'única representació que ens hagi arribat d'un conjunt de mosaics representant les Dotze Festes i que ocupaven tota la nau. Sense mobiliari i desproveïda d'altres decoracions, al naos no hi ha res més a veure que els marbres que el decoren i fa un efecte de fredor, reforçada pels tons blaus i verds de les venes del marbre així com pel feble enllumenat.